# 諫早湾干拓事業

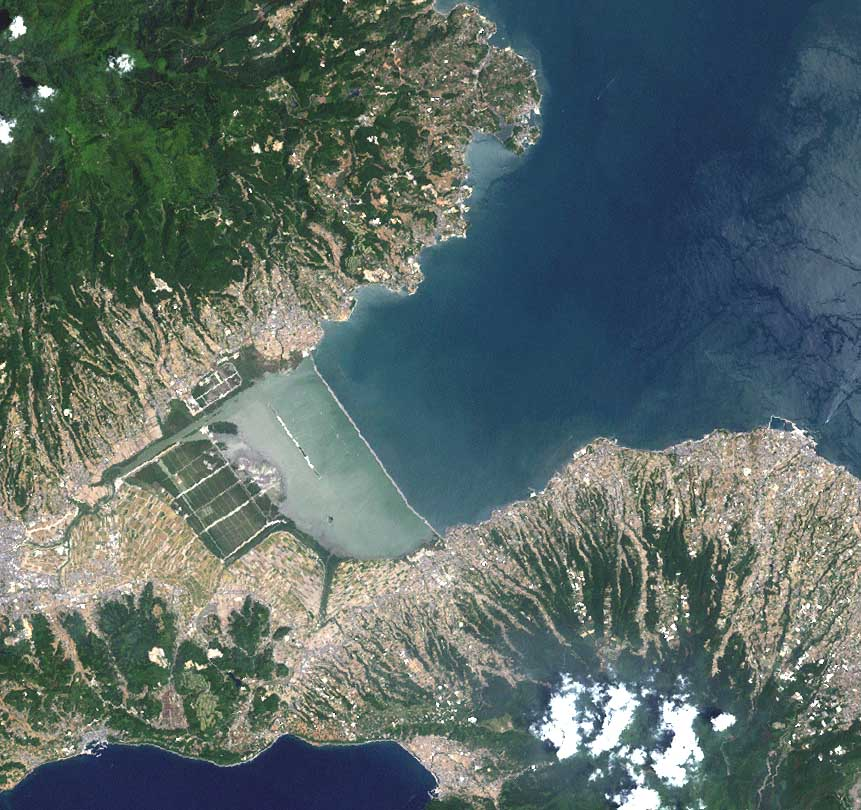
人工衛星から見た干拓工事中の諫早湾（2001年（平成13年））

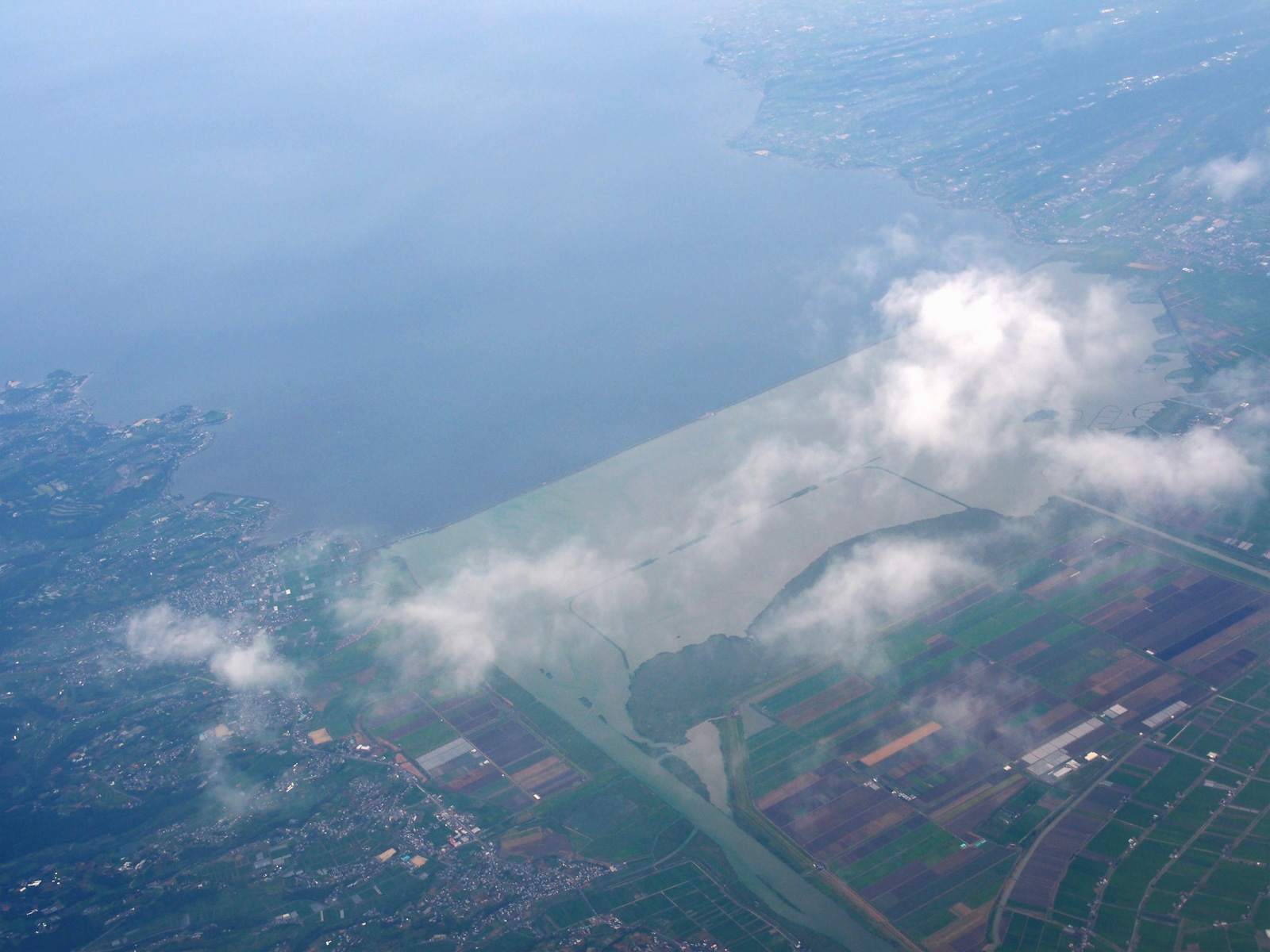
諫早湾

諫早湾干拓事業（いさはやわんかんたくじぎょう）は、有明海内の諫早湾における干拓事業。
諫早湾はガタ土が次々と堆積する湾で、集中豪雨や台風が来る地域であり排水不良や諫早大水害など高潮・洪水が起きやすかったため、600年以上前から対策として干拓が繰り返されてきたが、本項目では防災機能強化と農地造成のために、1989年（平成元年）に着工した農林水産省による国営干拓事業と、その費用対効果、漁業や生態系への影響を巡る論争について記載する。

## 概要

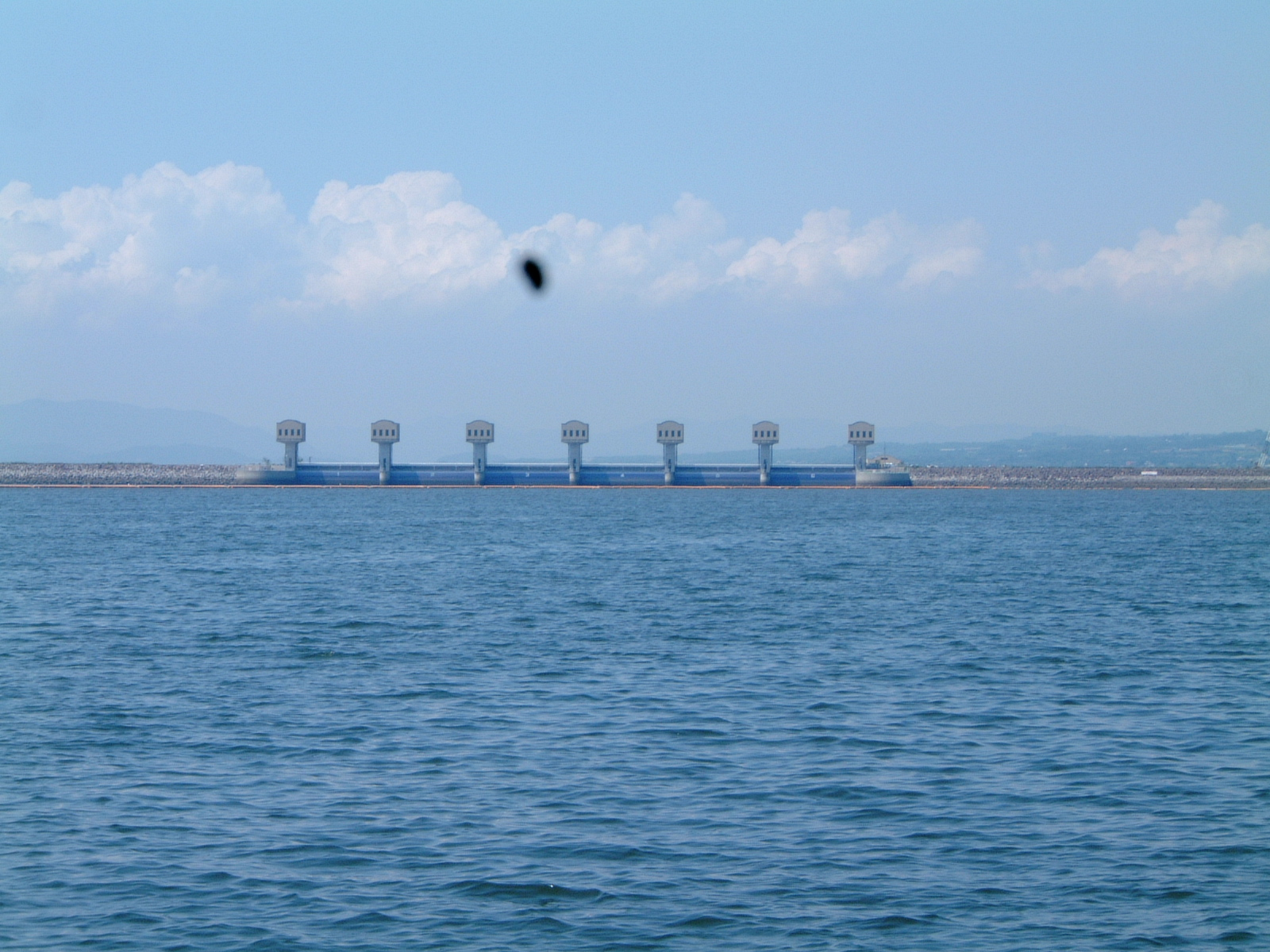
有明海側から撮影した潮受け堤防と水門

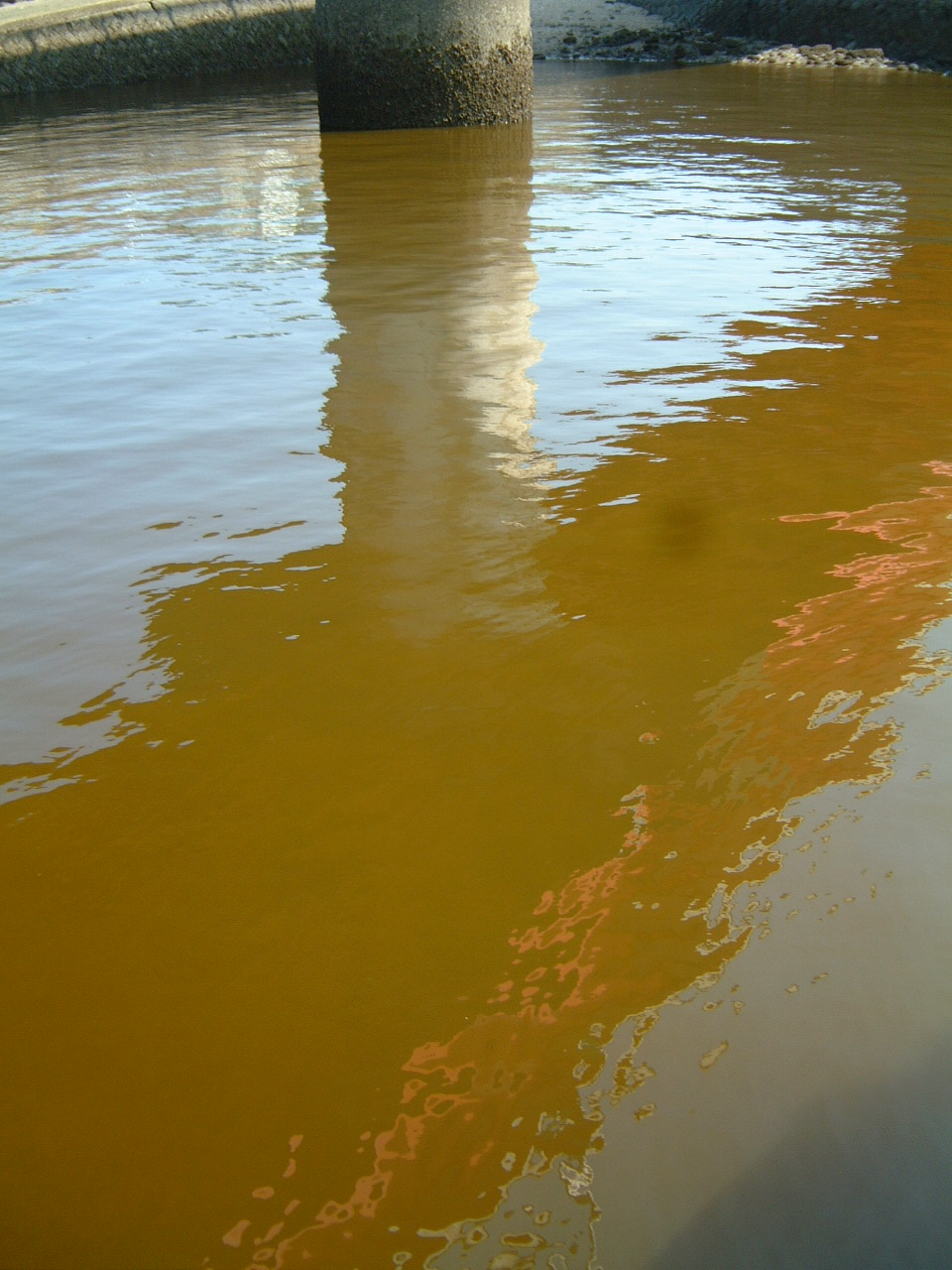
赤潮と見られる、諫早湾の海水変色現象。2004年（平成16年）8月撮影。

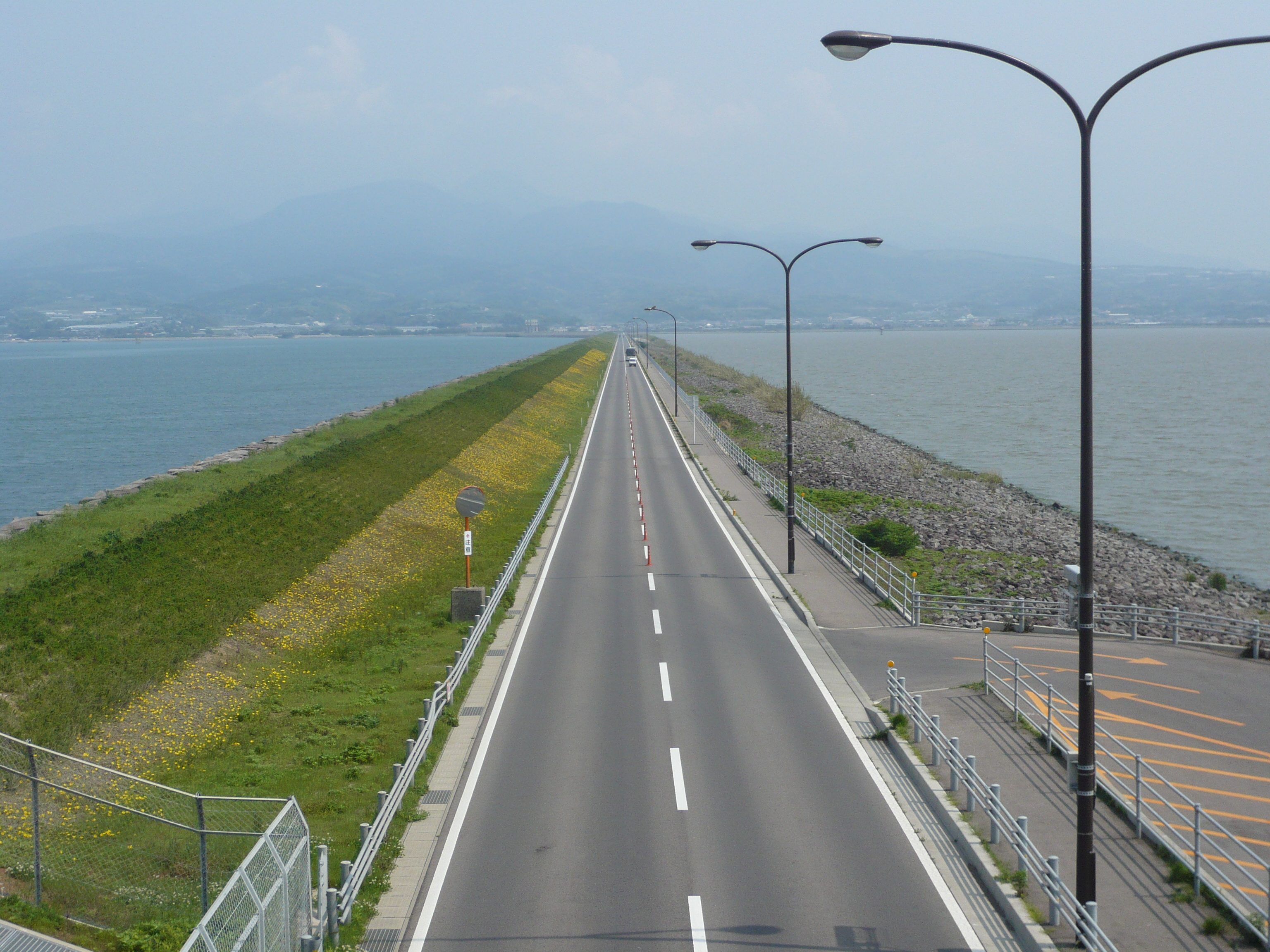
諫早湾干拓堤防道路

### 構想・目的
有明海は九州西部にあり、西から時計回りに長崎県、佐賀県、福岡県、熊本県に囲まれている。諫早湾は有明海の西部、長崎県側に位置する。
1952年（昭和27年）に長崎県知事西岡竹次郎（当時）が、長崎県の平地を広げることと、太平洋戦争敗戦後の食糧難を解決するために「長崎大干拓構想」として発案した。これが諫早湾干拓事業が発案されたきっかけである。
干拓によって広大な干拓地が得られるとともに、農地の冠水被害（塩害）が防がれ、農業用水も確保されるとされた。諫早を流れる本明川は数年に一度の頻度で氾濫し、住民は水害に悩まされてきた。1957年（昭和32年）には500人以上が犠牲になる諫早大水害が起こっている。諫早市内には水害を防ぐために多数の水門が備えられており、見張り役が立って水門の開け閉めをしていたが、危険を伴う作業であった。
干潟では排水を促すために、大勢の住民が集まって人力で「ミオ筋」と呼ばれる溝掘り作業が行われていた。当初呼ばれていた南部総合開発計画では諫早湾1万1000ヘクタール（ha）を閉め切って巨大な干拓地を造るものであったが、金子岩三農林大臣の干拓中止の決定にも関わらず農水省が防災目的にと決定を覆し規模を1/3に縮小して農水省が1989年（平成元年）に着工した。目的は2つに分けられ、高潮、洪水、常時排水等に対する地域の防災機能強化、灌漑用水が確保された大規模で平坦な優良農地の造成であるが干拓地に適した水田は減反政策のため許されなかった。新たに生じた土地は国有地となり後に長崎県農業振興公社が取得し将来的には賃借人に売り渡しとなる。潮受堤防は全長7キロメートル（km）。
- 計画面積3500ha
  - 造成面積： 約942ha（農用地等面積：約816ha、うち農地670ha[3]）
  - 調整池面積：約2,600ha[3]
- 営農計画：露地野菜、施設野菜、施設花卉、酪農、肉用牛
- 事業費：2,533億円

### 着工
1989年（平成元年）より「国営諫早湾干拓事業」の工事が行われ、諫早湾奥に潮受け堤防が建設された。1997年（平成9年）4月14日に潮受け堤防の水門が閉じられた。干拓の工事前に漁業補償として総額279.2億円が支払われ、各漁協の漁業権は消滅（潮受堤防内8漁協）または一部放棄・制限された。
2000年（平成12年）に有明海の養殖海苔が不作となると本事業との関連が疑われ、2002年（平成14年）に有明海沿岸の漁業者らが、潮受け堤防の閉め切りが不漁の原因であるとして、工事中止などを求めて佐賀地方裁判所に提訴し、工事中止の仮処分申請も行った。2004年（平成16年）に佐賀地方裁判所は漁業被害との因果関係を一部認め、工事中止の仮処分も決定されたが、2005年（平成17年）の福岡高等裁判所判決では仮処分を取り消され、工事が再開された。

### 完成・防災効果
潮受け堤防の締め切りから約10年後の2007年（平成19年）11月20日に完工式が行われた。同年12月22日午後5時、潮受け堤防の上に全長8.5kmの諫早湾干拓堤防道路が開通した。水門閉鎖により潮受け堤防内側の調整池は有明海から分離され淡水化された。調整池は農業用水源として使用された。調整池のさらに内側に内部堤防が築かれ、中央干拓地と小江干拓地が造成された。水の流れは干拓地の調整池から有明海への一方通行であり、調整池の水位が海面より+0.2mになると有明海への放流がなされた。潮受け堤防の締め切りにより、高潮の被害はなくなったことで防災効果が示された。

水害の回数も減り、農民らは水害に備えて多めに苗を準備することを止めた。「ミオ筋」を干拓地に掘る作業も不要になった。干拓の副産物として、干陸地への花の植栽、本明川の競技用ボート場整備、堤防道路を生かしたウォーキング大会やフルマラソン構想などもあり、諫早市では地域活性化に役立てようとしている。以前は大雨のたびに水田は水没し家屋は床下浸水していたが、平成30年7月豪雨では1日に250ミリの降雨があったものの大きな被害はなかった。

## 潮受け堤防の水門をめぐる動き

### 干拓に伴う漁業被害の報道
潮受け堤防の水門閉鎖後、深刻な漁業被害が発生していると報じられるようになった。主な被害として、諫早湾近郊海域での二枚貝タイラギの死滅、海苔の色落ちなどがあるとされ、自然保護団体や沿岸の各漁業協同組合（漁協）が反対運動を行った。原因は干潟の浄化作用が機能しなくなったためとされたが、海苔養殖業者が消毒目的に散布した酸や化学肥料による影響との主張もあり、海苔養殖業者同士の紛争も発生した。タイラギ貝の大量死は干拓工事開始の翌年1990年（平成2年）から始まり、1993年（平成5年）からは休漁となっている。長崎県島原市でタコ漁などを営む漁民の一人は、水揚げによる年間売り上げがピーク時と比較して、2006年（平成18年）には1/5に低下したと訴える者もいた。これらの被害を受けて、水門を開放して再び調整池を海水化したり、水門を撤去したりするよう要求する運動が高まった。

### 開門を求める運動
潮受け堤防の開門を求めているのは、有明海海域に面した4県の漁業関係者を中心にしたグループであった。自治体として開門を求めたのは佐賀県庁や佐賀市役所などがある。ただし福岡県と熊本県の漁協は、2017年（平成29年）に提案された国による100億円基金（後述）に同意しており、開門しないという国の方針に既に同意している。佐賀県有明海漁協は内部に一部開門派を抱え開門派であったが、2018年（平成30年）5月に「争いを続けるよりも、基金で有明海の漁業再生に動くべきだ」として基金案に同意した。同年時点は、開門を求める裁判で原告団になっているのは、主に長崎県の漁業関係者である（一部雲仙の漁業者なども含む）。
2005年（平成17年）8月30日には、漁民らが公害等調整委員会に対して求めていた、有明海における漁業被害と干拓事業との因果関係についての原因裁定申請が棄却されている。開門を訴える人々の意見としては下記の内容が主なものである（以下出典は）。
- 潮受け堤防の閉鎖以来、漁業被害がどんどん酷くなっており、その原因は諫早湾の干潟が失われたためである。生態系の回復には、開門による諫早湾の干潟の再生が不可欠である。
- 潮受け堤防には河川の氾濫を防止する機能はなく、高潮を防止する機能しかない。開門しても洪水の防災効果が損なわれることはない。もともと堤防の防災機能は限定的なものであり、過大評価されている。
- 調節池を海水化することにより、有毒なアオコが死滅することが期待できる。
- 調節池を海水化しても、内部堤防によって干拓地への塩分侵入は妨げられ、塩害は増加しない。
- 水門付近の海底はコンクリートで覆われているので、開門によってヘドロが巻き上がることはない。

#### 2002年の試験開門
これらの反対運動を受けて、2001年（平成13年）に武部勤農林水産大臣（当時）は干拓事業の抜本的な見直しを表明し、翌2002年（平成14年）4月から28日間の短期間に堤防を開門し、その前後の合計8か月間にわたって環境調査が行われた。開門は、調整池が海水面から-1mから-1.2mまでの水位を保つ形で水門が制御され海水が調整池に導かれた。これにより調整池の大部分は塩分濃度は上昇して海水に近い塩分濃度になった。しかし、開門によって調整池の淡水魚が死滅しただけで、有明海の環境の改善は認められなかった。九州農政局では、開門試験の結果とコンピュータを使用した海水モデルでの検討をまとめ、2003年（平成15年）11月に調査報告書を作成した。内容は以下の通りであった。
- 開門によって調節池の堤防付近に躍層形成（水深によって塩分濃度が異なる層が形成されること）が起こり、堤防近くの底層には酸素飽和度が40%以下に低下した貪酸素層が一次的形成された[15]。
- 調節池の富栄養化した水は海水によって希釈され、化学的酸素要求量（COD）や栄養塩類濃度は低下した[15]。しかし、環境への負荷収支はむしろ増大する傾向がみられた[15]。調節池での植物プランクトンの活動は活発化し、光合成などによる有機化合物の発生量は増加した[15]。
- 諫早湾の表層海面において、塩分濃度が2/3程度にまで低下する現象が開門期間中に2度観察された[15]。
- 堤防からの排水による海面の汚濁は、諫早湾の奥に限局し、諫早湾の中央部分にまでは到達しなかった[15]。
- 調節池の植物プランクトンは、海水性のものが増えたが、開門終了後には徐々に元の汽水・淡水性の植物プランクトン優位に戻った[15]。諫早湾の植物プランクトンには大きな変化はなかった[15]
- 「海水の流動性」の評価では、潮流の変化は諫早湾内に限局しており、有明海全体への海水の流動性の影響は認められなかった[17]。
- 「水質」の評価では、諫早湾外の有明海では、水門の開閉に関わらず水質の変化は認められなかった[17]。調節池の水質浄化機能（窒素化合物換算）は、有明海全体の0.5%にすぎず、調節池が淡水化ないし海水化されていようが有明海全体への影響はないと判断され、堤防の閉め切りによる有明海全体の水質の影響はないとされた[17]。諫早湾においても、堤防近くでCODが上昇したが、湾中央や湾口ではCODに変化はなかった[15]。
- 「貪酸素減少」についての検討でも、干拓地からの排水は、有明海全体の広範囲の躍層の原因になっていないと判断され、堤防の閉め切りは佐賀県沖で発生している貪酸素現象の要因にはなっていないとされた[17][17]。
- 海底の「底質」の評価では、コンピュータ解析で諫早湾口の一部の領域で、底質が細粒化する傾向がみられたが[17]、実際の環境モニタリング調査では、現地海域で底質が細粒化する一定の傾向は認められなかった[17]。

これに対して、短期の開門調査では「有明海の海洋環境の影響は検証できない」という意見もあった。2006年（平成18年）に農水省は「今後は開門調査は行わない」との方針を表明した。当時の農林水産大臣は、中・長期の調査を行わない理由として、開門によって海底のヘドロによって漁業被害が発生することが懸念され、その対策に600億円以上の多額の費用が必要とされ、代替となる他の方法で開門の影響を検討することになったと説明している。

#### 「失敗百選」認定
2005年（平成17年）、諫早湾干拓事業による漁業被害は、科学技術振興機構（JST）のまとめた失敗知識データベース「失敗百選」において「ノリを始めとする漁獲高の減少など、水産業振興の大きな妨げにもなっている」として、公共事業（建設事業）での失敗例として事例提供され、この結果に至ったシナリオ（経緯）として「組織、管理、企画、戦略不良、利害関係未調整で事業開始、誤判断、狭い視野、社会情勢に未対応、調査検討の不足、事前検討不足、環境影響調査不十分、計画・設計、計画不良、走り出したら止まらない公共事業、裁判所による工事差し止め命令、二次災害、環境破壊、赤潮発生、漁業被害、社会の被害、人の意識変化、公共事業不信」としている。
ただし情報源は開門派ウェブサイト「ISAHAYA HIGATA NET」とされており、添付された図表なども開門派住民団体側のものを使用していることに留意が必要である。

### 開門を命じる判決

#### 2010年12月福岡高裁判決
2008年（平成20年）6月27日、漁民側が起こした干拓事業と漁業被害と関連を問う裁判で、佐賀地方裁判所は漁業被害との関連を一部認め、潮受け堤防排水門について調査目的で5年間の開放を行うよう命じる判決を言い渡した。5年間という月日については開門によって生態系が回復するのに2年、その調査に3年とされた。これに対して国と主張が認められなかった漁民51人は福岡高等裁判所に控訴した。赤松広隆農林水産大臣（当時）は、未だ水門は開門されていないが、潮受け堤防排水門の開門調査に向けた環境アセスメントの結果を待たずに開門する可能性について「あり得る」と述べた。
2010年（平成22年）12月6日、福岡高等裁判所は佐賀地裁の一審判決を支持し、「5年間の潮受け堤防排水門開放」を国側に命じる判決を下した。判決は潮受堤防の閉め切りと漁業被害との間に因果関係を認め、期間中は高潮などの沿岸の防災上やむをえない場合を除き、水門は常時開放されるべきとした。また堤防の撤去と無期限開門については却下とした。国の責任については「大型公共工事による漁業被害の可能性がある以上、率先して解明し適切な施策を講じる義務を負う」として、「中・長期開門調査は不可欠で、これに協力しないのは立証妨害である」とし、国の主張はことごとく退けられた。

#### 菅直人の上告見送り
菅直人はかねてより自由民主党が推進していた本事業を「無駄な公共事業」として強く批判しており、自らが所属する民主党が政権を取る2009年（平成21年）以前にも市民運動家やテレビカメラを伴って水門に押しかけ、水門をただちに開けるよう要求するなどの行動を取っていた。民主党政権は2010年（平成22年）4月に党の検討委員会で「開門調査を行うことが適当」という見解をまとめた。同年6月に内閣総理大臣に就任した菅（菅直人内閣）は12月15日、国が敗訴した福岡高裁判決について上告を断念すると表明した。
これに対して中村法道長崎県知事は「国営事業として進められたのに（地元に）一切相談・報告がなく、報道で初めて聞いた。大変遺憾だ」として不快感を示した。政府内でも福岡高裁判決はあまりにも一方的であるとして上告する意見が大勢であった。諫早市長の宮本明雄（当時）や仙谷由人官房長官（当時）、鹿野道彦農林水産大臣（当時）が説得を試みたが、菅は「私が決断したことだ」と意見を変えず高裁判決を確定させた。
長崎県議会、諫早市議会・雲仙市議会、大村市議会・地元商工団体・農業関係者は、菅の判断に対する抗議の決議書を提出した。『産経新聞』は、菅のこの判断により諫早湾干拓事業の問題が混迷化したと批判した。諫早市長の宮本明雄は、判決確定の直前に長崎県知事の中村法道や地元住民代表らを連れて、首相官邸に菅を訪ねて陳情に行ったが、問題に精通していると自認していた菅が、実は問題に精通しているどころかほとんど何も理解していなかったと述べ、菅首相の「私なりの知見」に基づく独断と暴走が問題をこじれにこじれさせていると批判した。

#### 常時開門に向けた準備
福岡高裁の判決を受けて、国は開門に向けての準備を始める。2011年（平成23年）1月23日、当時の農林水産大臣と農林水産副大臣が長崎県を訪問して地元関係者と意見交換を行った。また開門した場合の環境への影響を調査するために環境アセスメントを実施し、同年10月18日にアセス準備書、8月21日に修正版となるアセス評価書、11月22日にはさらに修正を重ねた「諫早湾干拓事業の潮受堤防の排水門の開門調査に係る環境影響評価書（補正版）」を取りまとめて公表した。翌2012年（平成24年）11月2日、農水省は、この事業で閉門中の水門の開門調査を2013年12月から実施する方向で長崎県側と最終調整する方針である事を発表した。これは前述の判決が2013年（平成25年）12月までに開門調査を始めるようにと命じたものであることによる措置である。
営農側に必要な工事
常時開門から営農側や諫早市民を守るために必要となったとされる工事は下記のとおりである。
- 代替水源対策（海水淡水化処理施設6カ所建設、ため池3カ所設置）および送水パイプライン（全長12.7km）：349億円
- 常時排水ポンプ所設置（9か所）
- 既設堤防の補強（67か所）
- 既設ゲート、桶管補修（計26カ所）
- 既設ゲートの電動化（10か所）
- 排水門への汚濁膜設置（5m×1500m）
- 塩害防止のための自走式スプリンクラーや散水設備設置
- 海水浸透を防止するための地中への鋼矢板打ち込み（地下4mまで）

当初は海水化して水源として使用できなくなる調整池の代替として地下水利用が提案されたが、過去に地下水の採取によって激しい地盤沈下が発生し、標高が低くなることによって水害も酷くなるという悪循環に苦しんでいた住民はこれを拒否した。2013年（平成25年）7月になって農水省は地下水利用案を諦め、349億円かけて海水を淡水化するプラントを建設する計画を提示した。海水淡水化プラントを使って農業をするという前例は乏しく、またこれら施設が完成しても、その後の維持には年間数十億円が必要とされることも懸念された。
漁業側に必要な工事
常時開門から漁業側を守るための工事もあった。開門直後から水門周囲に活発な水流が発生し、調整池に溜まったヘドロが一気に諫早湾へ拡散して漁業被害が発生することが懸念されていた。これを防止するために農水省の2003年の試算では、海底の補強や浚渫工事として630億円の費用が必要と見積もられていた。農水省幹部は、2010年（平成22年）の福岡地裁が指示した「3年以内に開門し少なくとも開門した状態を5年間維持せよ」という判決は、水門を常時全開で維持せよと解釈していた。農水省では不完全な開門（部分的ないし段階的な開門）を行えば、原告団から判決不履行として強制執行を求められることを恐れており、判決文の趣旨に忠実に開門を行う方針であった。後に開門当初は流量を制限してヘドロの拡散を防止する制限開門に方針を転換した。
しかし後述の佐賀地裁の判断や住民の反対運動、長崎県の非協力によって頓挫した状態になっている。これとは別に、国は湾の環境調査や漁業再生事業として2004年（平成16年）から2018年（平成30年）までに500億円を費やしている。

### 開門に反対する運動
堤防の治水機能の重要性を指摘する地元住民や営農者は開門に反対であった。自治体としては長崎県と雲仙市、諫早市などが開門に反対している。
2010年（平成22年）の福岡地裁の開門命令を受けて、農水省は長崎県の地元関係者の元に職員を派遣し戸別訪問を行った。その回数は、2013年度（平成25年度）当初予算成立後の同年5月15日から2014年度（平成26年）3月3日の約10カ月の間に、本省係官によるものが45回、九州農政局係官によるものが368回の合計413回にもなった。しかし、地元住民らの開門に反対する意思は強く、2013年（平成25年）9月9日に国有地で農水省が開門調査のために工事を実施しようとしたところ、長崎県選出国会議員や県議、諫早市議らを含む住民ら約350人が集結してこれを阻止した。9月27日、10月28日にも開門に反対する地区住民のべ1700人に阻止され、工事ができない事態となった。
対策工事の予定地は、開門反対派である民有地や県有地（長崎県と諫早市も開門に反対）が多く、それらの場所については着工する目処が立たず、開門に向けた対策工事は実施不可能となった。2002年（平成14年）4月から5月にかけて短期間の開門調査では、汚染された調整池の水やヘドロによって漁業被害が出ることが懸念された。
開門判決から5年経過した2015年（平成27年）9月の段階でも、開門に必要な工事は地元住民の反対運動に阻まれて全く着手できなかった。諫早市長の宮本明雄は「開門調査は百害あって一利なし」と述べ、開門に向けての調査は工事は一切認めない考えを示した。また農水省が開門を求める裁判にも地元住民の証言を認めないなど、干拓に対する政府の態度に変化が生じている点を指摘し、「民主党政権になってから諫早湾干拓事業は地元の意見を置き去りにして「無駄な公共事業」の象徴にされてしまった」と述べた。農水省職員が設置した工事看板を、長崎県職員が撤去するなど、役人同士が直接対峙する場面も見られた。

#### 開門反対派の主張
開門に反対する人々が問題としているのは下記の点である（以下列挙の出典は）。
- 水門を常時開放すると、水門の内外での水位差がなくなり、洪水に備えて水門内側の水位を下げておくという対応ができず、洪水被害が増えることが予想される。堤防ができる前は、諫早では数年に一度の頻度で市内を流れる本明川などが氾濫し、たびたび水害に悩まされてきた。昭和32年には500人の死者を出す諫早大水害が起きている。堤防ができてからは高潮や洪水に悩まされることがなくなっている。
- 干拓地では41経営体により672haの農地で農業が行われ、その背後地には約3500haの穀倉地帯が広がっている。調節池が海水化されて水源として使えなくなり、農業用水が不足する可能性がある。
- かつて地下水を農業用水として利用していた地区もあり、地下水の採取による地盤沈下が深刻であった。再び地下水採取が必要となると、地盤沈下が再燃する可能性が大きい。
- 背後地（約3500haの穀倉地帯）の多くは、今回の干拓地より標高が低く、開門によって調節池の水位が上昇すれば排水不良となる可能性がある。
- 調節池の水位上昇により地下水位が上昇し、地下からの海水浸透による塩害が危惧される。干拓前は塩害に比較的強い米作が中心であったが、調節池淡水化後は土壌の塩分濃度低下をうけて畑作やビニールハウス栽培も盛んになっており、干拓以前にも増して塩害にシビアな状況になっている。
- 高潮や冠水にそなえる堤防や排水設備が老朽化しており、水門開放には対応できない。
- 狭い水門から大量の海水が出入りすることになり、海底のヘドロが巻き上げられ、水質が悪化する可能性がある。

### 開門を差し止める判決
2011年（平成23年）4月19日、長崎県諫早市側の干拓地の入植者や後背地の住民、長崎県農業振興公社ら352の個人と団体が、国を相手に開門の差し止めを求める訴訟を長崎地方裁判所に提訴した。長崎地裁は2013年11月12日、福岡高裁の判決を受けて国が実施しようとしている開門によって、多数の住民が農業漁業の生活基盤を失い重大な影響を受けるとし、開門に向けて作業の差止命令（仮処分）を出した。国側は開門によって漁業環境が改善される可能性があるとしたが、長崎地裁はその可能性は低いと判断し、開門に伴う環境調査についても公共性の程度は高くないとした。2010年までは水門閉鎖と漁業被害との関連を一部認める判決があったが、その後の調査や漁獲高の推移から、水門との因果関係を疑う判断に傾いた。2015年（平成27年）の福岡高等裁判所の判決では、タイラギやアサリ漁で漁獲高が減っていることは認定したが「漁業環境の悪化が、開門しないことに起因するとは立証されていない」として、1審の漁業者16人への計1億1100万円の賠償命令を取り消した。

### 制裁金

#### 間接強制の申立
一方、佐賀地裁は2014年（平成26年）4月に漁業者（開門派）の申立により、開門に向けた制裁金（間接強制）を命令した。また長崎地裁も同年6月に営農者（閉門派）の申立により開門時の制裁金を命令した。その結果、開門しなければ漁業者に1日45万円（福岡高裁判決）と、開門すれば営農者に1日49万円（長崎地裁仮処分）という2つの制裁金（間接強制）が確定した。国は抗告したが2015年1月の福岡高裁はいずれの決定をも支持した。国は許可抗告を行ったが、最高裁判所は2015年（平成27年）1月にいずれの制裁金も有効として棄却し、開門の有無に関わらず制裁金支払いが必要となる状態が確定した。決定では「審理すべき立場にない」として開門の是非には踏み込まず、「民事訴訟では当事者の主張により審理で判断が分かれることが制度上あり得る」とし、「国が開門について相反する義務を負うことになっても、根拠となる司法判断がある以上、間接強制を決定できる」とした。

#### 制裁金の増額と課税
さらに佐賀地裁は2015年（平成27年）3月24日、間接強制決定が奏功せず国が支払う制裁金額が不適当であるとして、漁業者側に支払う間接強制の制裁金を日額90万円（1人当たり日額2万円）に増額することを決定した。これに対し税務署は「民事の制裁金は課税対象である」として納税するように指導した。漁業者代表は「納得できないが一時的に納税することにする。納税の是非を巡っては司法の場で争う」とした。
2019年（令和元年）9月時点で、2014年（平成26年）7月から漁業者に計12億3030万円が支払われている。漁民1人当たり年間730万円の額であるが、原則的に弁護団が管理している。このため漁業者側には、制裁金を受け取れない一方で、年収増による医療費や介護保険料の減額措置が受けられなくなったという不満が強い。制裁金は農水省が漁協に支払っており、年間3億2850万円を概算要求で毎年政府に予算化要求している。

### 漁獲高の推移
環境省での調査や、NPO法人有明海再生機構、西海区水産研究所、農水省統計などによる有明海の環境調査では、「有明海のうち、諫早湾及びその近傍部を除く海域については、本事業と環境変化の関係を認めることができない」という調査結果が出された。また、農水省も「諫早湾干拓事業による水質変化は、諫早湾に限られていた」と発表した。一方で、干拓事業の以前の筑後大堰工事などの公共事業の開始が有明海の漁獲量の減少に影響し、諫早湾干拓事業がその減少に拍車をかけていることとしてみることができるという指摘も多く存在する。

#### 魚
環境モニタリングでは、潮受け堤防の締め切り後に、諫早湾内の魚卵や仔稚魚の出現数が減少した結果は見られなかった。また、10種類の魚類について生態、生息分布・漁獲量の推移等を個別に調査・検討されたが、潮受け堤防の締め切り後に漁獲資源量が減少した事実もなかった。もともと有明海では、1987年（昭和62年）頃より漁獲高は減少傾向にあったが、干拓事業の開始された時期に漁獲高がさらに急激に減少した事実は調査の結果確認されなかった。

#### 海苔
日本陸水学会と日本水環境学会が2003年（平成15年）に開催した合同シンポジウムでは、海苔の不漁や色落ちの原因について様々な仮説を唱えて「諫早湾干拓事業の影響」とする一方で、豊漁については養殖管理技術の向上や天候の影響だと説明した。また、有明海の海苔は諫早湾干拓事業後も2016年（平成28年）までに13年連続で販売額日本一を達成しており、1989年（昭和64年・平成元年）から2007年（平成19年）まで、有明海の海苔の生産高は上昇基調である。特に有明海の佐賀県沿岸での海苔の生産は、18年間で倍増している。海苔の色落ちや不作の主な原因となっているのは赤潮による栄養塩濃度の急激な低下や秋の水温上昇であり、それらは諫早湾干拓事業との関連性は指摘できなかった。赤潮被害に関しても、2002年（平成14年）には6件の赤潮被害が発生しているが、2005年（平成17年）から翌2006年（平成18年）には赤潮の被害は0件となり、その後再び増加して2011年（平成23年）に6件発生した後、またしても減少に転じるなど一貫性のない動きを見せている。2000年度（平成12年度）の有明海の海苔は大不作であり、珪藻類のR. imbricataの大発生による赤潮がその原因とされたが、その後2019年（平成31年・令和元年）までR. imbricataによる赤潮は発生していない。

#### タイラギ
タイラギについては工事開始時期に諫早湾周辺で漁獲高が激減した。ただし諫早湾周辺で減少が始まったのは、工事に着手する以前の1970年代後半からであった。1979年（昭和54年）から1980年（昭和55年）には9000トン前後の水揚げあったが、その後は著しい不漁となり、以降もその状態が続いている。また有明海の南に広がる八代海区でもかつて2000トン以上が水揚げされていたものが、干拓工事の開始以前よりほとんど収穫できない状態が続いていることが報告され、不漁が今に始まったことではなく、また他地区でも同じことが以前より観察され、その原因も不明であることが指摘された。ナルトビエイによる食害も影響も示唆されているが、農林水産省九州農政局が学識経験者を招聘し諫早湾漁場調査委員会を結成して行った調査・検討でも原因は特定されていない。

#### アサリ
アサリも、諫早湾近傍で漁獲高が減少している。長崎県や国は、アサリの「へい死」の原因を赤潮と貧酸素水塊であるとしているが、堤防に近いほど漁獲量が減少していることから、漁業関係者の中には水門から排出される調整池の水が原因ではないかと疑う声もある。2007年（平成19年）8月には諫早湾の小長井漁協の養殖アサリの70%に該当する1200トンがへい死したことが報告されているが、当時の総理の福田康夫は、水門から調節池の水が排出される以前よりアサリのへい死が認められていることを指摘した。有明海全体のアサリの生産量は、1989年（昭和64年・平成元年）から2007年（平成19年）までの期間で変化は認められなかった。

### 有明海・八代海特別措置法
国は、長崎、佐賀、福岡、熊本の4県の海域での漁業復興のために有明海・八代海特別措置法（平成十四年法律第百二十号）を定めている。内容は以下の5項目で、2018年（平成30年）および2019年（平成31年・令和元年）の農水省担当分だけで年間18億円が投入されている。
1. 下水道、浄化槽その他排水処理施設の整備に関する事業：地方公共団体に補助を行い、下水道、浄化槽その他排水処理施設の整備を推進している[56]。対象となった地域の汚水処理普及率は、2002年度（平成14年度）末時点の56パーセントから、2006年度（平成18年度）末時点で67パーセントまで改善した[56]。
2. 海域の環境の保全及び改善に関する事業：平成16年度（2004年度）から、有明海と八代海の2900平方キロメートルの海域で、環境整備船を運航して2006年度（平成18年度）までに浮遊ゴミ約300トンを回収した[56]。
3. 河川、海岸、港湾、漁港及び森林の整備に関する事業：菊池川河口部にて2006年度（平成18年度）より砂浜の復元作業を実施し、同年度内に0.4ヘクタールの整備を終えている[56]。また有明海の海岸10地区で海岸の整備事業を実施している。熊本港では、昭和62年度から環境配慮型防波堤が設置された[56]。有明海沿岸の51の地区では、水産物供給基盤整備事業等によって、漁港の整備を実施する地方公共団体に補助が行われた[56]。また森林整備においても地方公共団体等に森林整備事業の補助が行われ、2003年度（平成15年度）から2006年度（平成18年度）までに指定地域で約3万6000ヘクタールの間伐等が実施され、事業費で約681億円が使用された[56]。
4. 漁場の保全及び整備に関する事業：漁場環境保全創造事業として、漁場の保全・整備を実施する地方公共団体等に補助が行われ、2003年度（平成15年度）から2006年度（平成18年度）までの期間に有明海で覆砂442ヘクタール、作れい14.5キロメートル、海底耕運5477ヘクタールが実施された[56][56]。
5. 漁業関連施設の整備に関する事業：漁業関連施設の整備のため、地方公共団体等に交付金が支給されている[56]。2003年度（平成15年度）から2006年度（平成18年度）までに13件、事業費で約59億円が費やされた[56][56][56]。

農水省は2024年（令和6年）12月27日、後述の訴訟で提案した100億円基金に代わり、同額の10年度にわたる「有明海再生加速化対策交付金」を創設するため、2025年度（令和7年度）政府予算案に10億円を計上したと発表した。
漁業関係者の中には、農林水産省が漁場改善事業として実施している海域の浚渫や覆砂では、海底を耕す浚渫ではヘドロが舞い上がって拡散され逆効果であるという意見や、覆砂を行ってもアサリの生育は一時的に改善するだけで、2年から3年で再びヘドロに覆われてしまうといった改善事業の効果を疑問視する声もあるが、国側は福岡県や熊本県ではアサリの漁獲量が増加するなどの効果が見られていると反論している。潮受け堤防外側の諫早湾で着工した攪拌・導流施設についても、ヘドロが海中に舞ってアサリが埋まってしまうと懸念する漁民が、工事の妨害を目的に予定海域の海底に漁網を置き、工事が事実上中断する事態が起きている。
佐賀県鹿島市沖の有明海で二枚貝「アゲマキ」の生息数が回復し、アゲマキ漁が1996年（平成8年）以来22年ぶりに2018年（平成30年）に再開された。稚貝の育成・放流事業が効果を表したのだと言われた。タイラギについても他海域からの移植や、稚貝の放流、環境改善などの努力がされている。佐賀県だけで2018年度（平成30年度）までに4万個の母貝を移植した。同年度以降は沖合3か所・干潟2か所に母貝団地を造成して母貝や稚貝を移植したが、生残率が低く回復の兆しは見えていない。

### その後の司法判断

#### 開門に関する最高裁判決
福岡高裁が命じた「2013年（平成25年）12月20日までの開門」に対して国が上告せず2010年（平成22年）12月に判決が確定し、長崎地裁は「当面開門しないこと」を2013年（平成25年）11月に仮処分命令を下した。国は基本的に開門しない方向であったが、菅首相が上告を見送ったことにより、国は相反する司法判断を突き付けられることになった。いずれを優先するか明確な取り決めはなく、その後も裁判が続くことになる。農水省での開門問題の対処は、諫早市役所への出向経験もあり、2015年（平成27年）から農村振興局長を務めた末松広行が陣頭指揮を執った。
いったんは「水門を開けろ」と判決を下した福岡高裁は逆に、2015年（平成27年）9月の長崎地裁の上告審判決では「漁業被害と、開門しないこととの間に因果関係は認められない」として開門を求める漁業関係者の請求を退けた。また長崎地裁が認めた一部漁業者への賠償も取り消した。この判決を受けて、菅義偉官房長官は、改めて最高裁での統一的判断を速やかに求めていき、国が背負っている相反する義務を解消に努力する方針を示している。
2017年（平成29年）4月、国は漁業補償と復興のために100億円の漁業振興基金を創設して和解する提案をしたが、翌年3月、福岡高裁での和解協議で長崎県漁業者側弁護団はこれを拒否し、和解交渉は5月に打ち切られた。一方、福岡県・熊本県の漁協は国の和解案の受け入れを表明している。反対派だった佐賀県漁協も2018年（平成30年）5月に和解案容認の方針に転じ、残るは長崎県漁協とその同調者のみとなった。
2019年（令和元年）6月6日、原告団は部分に開門を行う「部分開門」の和解案を提出するが、宮本明雄諫早市長は「大雨のときだけ水門を閉めて水害を防ぐというが、そう都合よく対応できるはずはない。調節池に海水が入って農業水源として使用できなくなることには変わりなく、ありえない和解案である」としてこれを拒絶した。
同年6月、最高裁第2小法廷（菅野博之裁判長）は、漁業側（長崎県諫早市小長井町などの漁業者を中心とした原告団）の上告を棄却し、最高裁判決では初となる「開門せず」の判断を示した。また同月、最高裁は別の原告団による開門請求裁判でも、同様に「開門せず」の判断を下した。

#### 請求異議訴訟
「開門しろ」「開門するな」「開門してもしなくても制裁金はどちらかに払え」という「捻じれた司法判断」を受けた国は、その解消に向けて確定判決を無力化する請求異議訴訟（民事執行法第35条）を起こす。2014年（平成26年）12月の1審佐賀地裁では国側は敗訴したが、2018年（平成30年）7月30日に福岡高裁は、制裁金の支払いを認めた一審佐賀地裁判決を取り消す決定を示し、漁業者側への制裁金の支払い停止を認めた。判断の理由としては開門の是非には踏み込まず「開門請求権の根拠となる共同漁業権が既に消滅している」ということを理由として挙げた。農水省で陣頭指揮を執っていた末松は、2018年（平成30年）からトップの農林水産事務次官になっていた。諫早市長の宮本は判決を歓迎するコメントを発表し、末松を訪ねて今後の協力を要請した。一方、漁業者側は支払いの再開を求めて最高裁へ上告した。
2019年（令和元年）9月の上告審では、最高裁は「漁業者側が開門を求める前提となる漁業権は再び与えられる可能性もある」として、漁業権が消滅するという理由だけで以前の判決の無力化は認められないとの判断を示し、前年7月の高裁判決を破棄して福岡高裁に差し戻した。この判決では開門の是非に言及しなかったが、開門を命じた確定判決の無効化もあり得ると示唆した。国は開門しない前提で、100億円の基金を元に和解を求めていく方針だが、2019年（令和元年）9月時点でも漁業者側弁護団はこれを拒否する態度を強めている。判決後に都内の憲政記念館で開催された開門派の集会には菅直人も駆けつけ、「開門確定判決が（今回の差戻しで）ある意味で生き返った。潮受け堤防を全部壊して撤去すべきだ」とコメントした。

### 裁判の時系列
開門・非開門派による裁判は多数乱立し、一時期7件が同時に進行した。2019年（令和元年）時点でも、長崎地裁だけで3件の開門請求裁判が係争中である。さらに営農側でも「開門と野鳥食害の損害賠償請求訴訟」があり、今後「農地の整備不良で営農が破綻した」とする損害賠償請求も予定している。以下は主な訴訟のみ掲載している。
- 2004年8月、佐賀地方裁判所（一審）：工事中止の仮処分を決定[74]。
- 2005年5月、福岡高等裁判所（二審）：工事中止の仮処分を取り消し[74]。
- 2007年11月、干拓事業完成[74]。
- 2008年6月、佐賀地裁（一審）：開門を命じる[74]。
- 2010年12月、福岡高裁（二審）：水門開放を命令。菅首相、控訴せず。判決確定[75]。
- 2013年11月、長崎地方裁判所（一審）：水門開放請求を棄却。当面、開門してはならない。
- 2014年4月、佐賀地裁：開門しなければ制裁金を支払えと命令[75]（1人1日1万円）。
- 2014年6月、長崎地裁：開門すれば制裁金を支払えと命令[43][74]。
- 2014年6月、福岡高裁：長崎地裁の制裁金の判断は妥当である[74]。
- 2014年12月、佐賀地裁：開門命令の判決を無力化せず。国側敗訴。2018年7月の福岡高裁へ[76]。
- 2015年1月、最高裁判所：制裁金の判断は矛盾していても、どちらも有効と認める[44]。判決確定。
- 2015年3月、佐賀地裁：国が開門しないので、制裁金を倍額に増やせ[46]。
- 2015年9月、福岡高裁（二審）：水門開放請求を棄却[43]。
- 2015年6月、福岡高裁（二審）：佐賀地裁の倍額増額判断は妥当。最高裁へ[75]。
- 2015年12月、最高裁：佐賀地裁の倍額増額判断は妥当。判決確定[75]。(1人1日2万円へ）
- 2016年1月、長崎地裁：和解勧告するも2017年3月に決裂。交渉打ち切り[74]。
- 2017年4月、長崎地裁：開門を差し止める判決[74]。
- 2018年3月、福岡高裁：和解勧告するも2018年5月に決裂[74]。
- 2018年7月、福岡高裁（二審）：漁業権が消滅しているとして、漁協への制裁金支払い停止を認める[48]。また漁協側に開門を求める権利も消滅している[68][76]（2014年12月佐賀地裁の上告審）。最高裁へ。
- 2019年6月、最高裁：漁業者による開門を求めた訴訟及び営農者による開門差し止めを求めた訴訟の上告を棄却[65][77]。判決確定。
- 2019年9月、最高裁：2018年7月福岡高裁の上告審。福岡高裁へ差し戻し。高裁判決を破棄[68]。開門しない方針での解決を示唆[76]。
- 2020年2月、福岡高裁：国が潮受け堤防排水門の開門を強制しないよう求めた訴訟の差し戻し審が始まった[78]。
- 2021年10月、高裁が提案した和解協議に入るかどうかの話し合いが打ち切られ、次回期日の12月1日に結審、年度内に判決を出すとの見通しが報じられた[79]。
- 2022年3月、福岡高裁：開門を命じた確定判決の効力の無効化を判決[80]。
- 2023年3月、最高裁：潮受け堤防排水門を開けるよう命じた確定判決の「無効化」を認める判決。2010年以来続いていた「ねじれ状態」が「開門せず」で確定。
- 2023年3月、福岡高裁：開門を求める請求(長崎・開門請求（2次・3次）)を退ける判決。

| 原告   | 被告   | 訴訟名                     | 地裁判決                                                            | 福岡高裁判決 | 最高裁判決 |
| ------ | ------ | -------------------------- | ------------------------------------------------------------------- | --- | --- |
| 漁業者 | 国     | 佐賀・開門請求             | 2008年6月:開門命令                                                  | 2010年12月：漁業被害を認め、 5年間は開門すること（上告せず確定）                                                              | 実施せず |
| 漁業者 | 国     | 佐賀・間接強制申立         | 2014年4月:開門するまで 漁民1人に日額1万円支払え 後に日額2万円に増額 | 2014年7月:国の抗告を棄却 漁民1人あたり年間730万円の制裁金支払い開始                                                           | 2015年1月:国の抗告を棄却。相反する義務を負うことになっても、 根拠となる司法判断がある以上、間接強制を決定できる |
| 営農者 | 国     | 長崎・間接強制申立         | 2014年6月:開門したら農民1人あたり日額1万円支払え                    | 2014年7月:国の抗告を棄却 漁民1人あたり年間730万円の制裁金支払い開始                                                           | 2015年1月:国の抗告を棄却。相反する義務を負うことになっても、 根拠となる司法判断がある以上、間接強制を決定できる |
| 漁業者 | 国     | 長崎・開門請求（1次）      | 2011年6月:開門請求を退ける 国に1億1100万円の賠償命令                | 2015年9月:堤防と漁業被害には因果関係なし。賠償命令は取消。 開門は多くの住民を危険に晒し、開門するに妥当な理由なし。           | 2019年6月26日：漁業者側の上告を退け、高裁判決が確定。 非開門維持を認める                                        |
| 営農者 | 国     | 長崎・開門差し止め請求     | 2013年11月:開門差し止めの仮処分決定 当面開門してはならない。        | 2015年9月:堤防と漁業被害には因果関係なし。賠償命令は取消。 開門は多くの住民を危険に晒し、開門するに妥当な理由なし。           | 2019年6月26日：漁業者側の上告を退け、高裁判決が確定。 非開門維持を認める                                        |
| 漁業者 | 国     | 長崎・開門請求（2次・3次） | 開門請求を退ける。                                                  | 2023年3月:漁業者の抗告を棄却 堤防と漁業被害に因果関係認める。                                                                 | |
| 国     | 漁業者 | 制裁金支払い停止           | 2014年12月:制裁金支払い停止認めず                                   | 2018年7月:制裁金支払い停止認める 漁業権は既に失われており、開門を求める権利もない。 差戻し審:確定判決の効力の無効化を認める。 | 2019年9月:高裁判決を破棄。差戻しを命じる。 差戻し審:漁業者の上告を棄却。                                        |

## 諫早湾干拓問題にふれている作品
- クニミツの政
- 不機嫌なジーン
- リンダリンダ
- ばくおん
- 泥人魚